# A Mulher da Casa Abandonada
A Mulher da Casa Abandonada é uma série documental brasileira produzida e exibida pelo Prime Video, em 15 de agosto de 2025, dirigida por Kátia Lund com co-direção de Livia Gama e Yasmin Thayná. A produção é uma adaptação expandida do podcast homônimo de 2022, criado pelo jornalista Chico Felitti, e aprofunda a investigação jornalística sobre o caso.

## Produção
O podcast original foi lançado em 2022 pelo jornalista Chico Felitti em parceria com a Folha de S.Paulo e tornou-se um fenômeno nacional, ultrapassando milhões de downloads e gerando repercussão ampla pela profundidade da investigação e o mistério em torno da casa e de sua moradora.
A série foi anunciada durante a CCXP 2024, com exibição de trailer e apresentação oficial do projeto pelo próprio Chico Felitti, no painel do Prime Video. A adaptação não é uma mera transposição direta do material original: a equipe proposta expande a narrativa, trazendo novos personagens e aprofundando os desdobramentos do caso.
A produção contou com uma equipe de pesquisa no Brasil e nos EUA por cerca de um ano e meio. Kátia Lund atua como diretora principal e produtora executiva, com Gil Ribeiro, Marcia Vinci, Margarida Ribeiro e Chico Felitti como executivos. A série traz depoimento inédito da vítima Hilda Rosa dos Santos, que não havia participado do podcast e apresenta investigação aprofundada com agentes do FBI, vizinhos e registros inéditos do caso. Margarida e Rene Bonetti foram contatados pela produção, mas optaram por não conceder depoimentos para o documentário.

## Formato
Em três episódios, a série combina reportagens, depoimentos, simulações dramáticas e documentos inéditos para recontar a história de Margarida Bonetti — apelidada de “a mulher da casa abandonada” — acusada, junto ao ex-marido, de manter em trabalho análogo à escravidão a doméstica brasileira Hilda Rosa dos Santos nos Estados Unidos. A produção incorpora elementos como entrevistas com a vítima, agentes do FBI, vizinhos e testemunhas, além de revelar desdobramentos legais que resultaram na criação de uma lei protetiva para vítimas de trabalho forçado nos EUA.

## Elenco
- Chico Felitti
- Hilda Rosa dos Santos